# José Francisco Ulloa Rojas

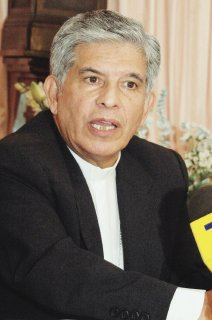
Bischof José Francisco Ulloa Rojas

José Francisco Ulloa Rojas (* 1. Oktober 1940 in Cipreses de Oreamuno, Costa Rica) ist ein costa-ricanischer Geistlicher und emeritierter römisch-katholischer Bischof von Cartago.

## Leben
José Francisco Ulloa Rojas empfing am 19. Dezember 1964 das Sakrament der Priesterweihe für das Erzbistum San José de Costa Rica.
Am 30. Dezember 1994 ernannte ihn Papst Johannes Paul II. zum Bischof von Limón. Der Apostolische Nuntius in Costa Rica, Erzbischof Giacinto Berloco, spendete ihm am 22. Februar 1995 die Bischofsweihe; Mitkonsekratoren waren der Erzbischof von San José de Costa Rica, Román Arrieta Villalobos, und der emeritierte Apostolische Vikar von Limón, Alfonso Coto Monge. Am 24. Mai 2005 ernannte ihn Papst Benedikt XVI. zum Bischof von Cartago. Die Amtseinführung erfolgte am 16. Juli desselben Jahres.
Am 29. März 2014 berief ihn Papst Franziskus zum Mitglied der Kongregation für die Institute geweihten Lebens und für die Gesellschaften apostolischen Lebens.
Papst Franziskus nahm am 4. März 2017 seinen altersbedingten Rücktritt als Bischof von Cartago an.